# August Petri
Karl August Petri (* 1878, † nach 1928) war ein deutscher Fechter, Olympiateilnehmer und von 1926 bis 1928 Präsident des Deutschen Fechter-Bundes. Er focht beim Fechtclub Offenbach.

## Erfolge als Fechter

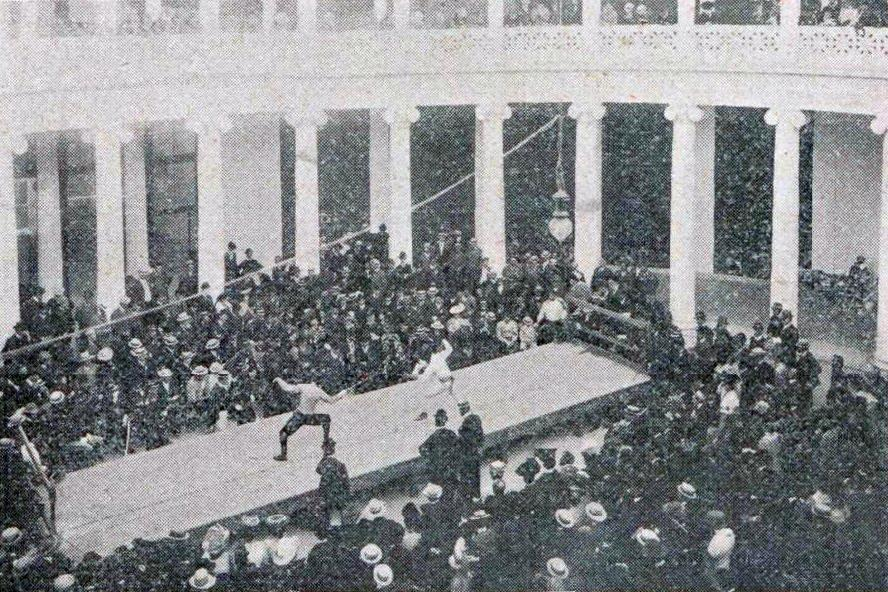
Athen, Zwischenspiele 1906

Petri war Schüler des italienischen Fechtmeisters Arturo Gazerra, der seit 1899 in Offenbach angestellt war. 1913 wurde er Dritter bei den Deutschen Meisterschaften im Degenfechten, bei den deutschen Meisterschaften 1914 bis 1922 stieß er mit Florett oder Degen noch mehrmals bis in die Finalrunde vor. 1904 gewann er ein nationales Turnier in Hamburg mit dem Florett, im Säbel wurde er Zweiter. 1907 wurde er mit dem Florett Zweiter in der Seniorenklasse beim Deutschen Fechtturnier in Dresden, 1914 gewann er im Degen ein nationales Turnier in Stuttgart (dritter Platz im Florett), noch 1920 wurde er Zweiter bei einem Degenturnier in München.
Im Jahr 1909 gewann er ein internationales Turnier in Baden-Baden mit dem Degen. Vor dem Ersten Weltkrieg nahm er noch an zahlreichen weiteren internationalen Turnieren teil und war bei mehreren Länderkämpfen Teil der deutschen Nationalmannschaft.
Bei den Olympischen Zwischenspielen 1906 in Athen gewann Petri zusammen mit seinem Offenbacher Teamkollegen Jakob Erckrath de Bary sowie Gustav Casmir und Emil Schön den Mannschafts-Säbelwettbewerb. Dies war die erste internationale Medaille für den Deutschen Fechtsport überhaupt. Mit der Degenmannschaft belegte er den geteilten fünften Platz, in den Einzelwettbewerben schied er in der Vorrunde aus.
Bei den Olympischen Spielen 1908 konnte die Mannschaft, nun mit Petri, de Bary, Robert Krünert und Fritz Jack, den Titel nicht verteidigen, sowohl mit der Degen- als auch mit der Säbelmannschaft reichte es nur für den geteilten 5. Platz. Auch im Einzel kam Petri nicht über die Vorrunde hinaus.
Mit der Mannschaft des FC Offenbach wurde Petri bei den deutschen Meisterschaften 1921 Mannschaftsmeister im Degenfechten.

## Laufbahn als Funktionär
Petri gehörte zu den elf Fechtern, die am 17. Dezember 1911 im Hotel „Frankfurter Hof“ den Deutschen Fechter-Bund gründeten. Anschließend war er Mitarbeiter im Ausschuss zur Ausarbeitung einer Satzung für den neugegründeten Verband. In der ersten Bundesversammlung am 25. Februar 1912 wurde er als Schriftführer in den Vorstand gewählt. 1926 folgte Petri de Bary als Nachfolger im Amt des Präsidenten des DFB. De Bary wurde gleichzeitig zum Ehrenpräsidenten gewählt. Schon 1928 trat Petri aus privaten Gründen wieder von seinem Amt zurück. Sein Nachfolger wurde Heinrich Mayer.